# Ohu (Essenbach)
Ohu ist ein Gemeindeteil des Marktes Essenbach und eine Gemarkung im niederbayerischen Landkreis Landshut. 

## Geographie
Das Dorf liegt am Längenmühlbach und der Staatsstraße 2074. Auf der Gemarkung Ohu liegen die Orte Gaden, Oberahrain, Ohu, Unterahrain.

## Geschichte
Die ehemalige Gemeinde bestand aus den Orten Gaden, Oberahrain, Ohu und Unterahrain. 1961 betrug die Gemeindefläche 1241 Hektar und es gab 1132 Gemeindebürger. Bei der Volkszählung 1970 hatte das Dorf 671 Einwohner, die Gemeinde hatte 1490 Einwohner. Die ehemalige Gemeinde wurde am 1. Mai 1978 vollständig nach Essenbach eingegliedert.

### Kernkraftwerke
Auf der Gemarkung Ohu befinden sich die Anlagen des Kernkraftwerks Isar, z. B. die beiden ehemaligen AKW Ohu I und II.